# 乗泉寺 (渋谷区)
乗泉寺（じょうせんじ）は、東京都渋谷区鶯谷町にある本門佛立宗の寺院。山号は妙証山。

## 歴史
元和年間に京都妙蓮寺末として西久保に創建された。その後麻布桜田町に移転し、享保6年（1721年）に火災で焼失した。太平洋戦争末期の東京大空襲で焼失した後、現在地に移転した。

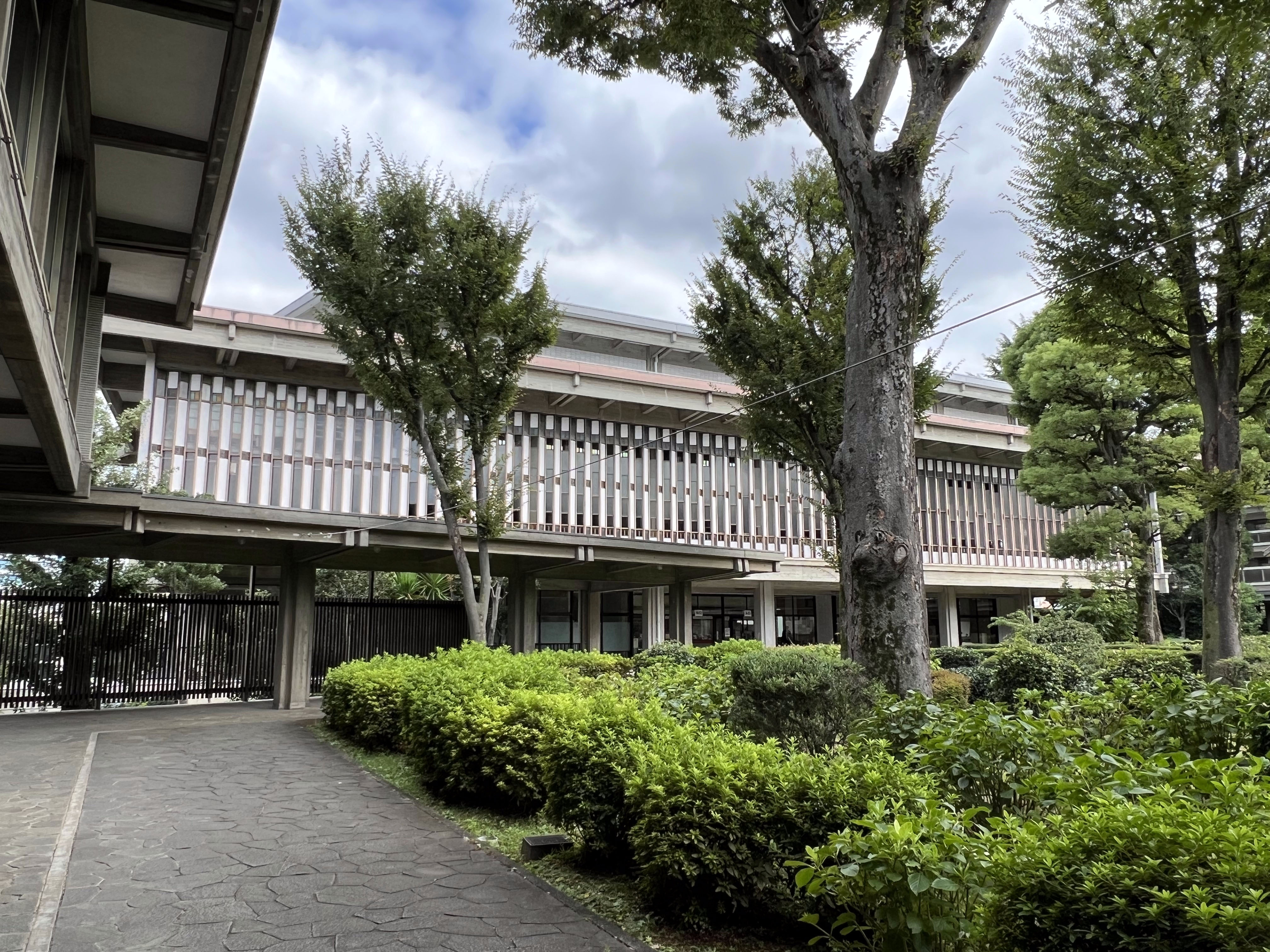
本堂

## 別院
- 世田谷別院（東京都世田谷区宮坂）落語家柳家小さんの墓がある。
- 八王子別院（東京都八王子市加住町）
- 新座別院（埼玉県新座市新堀）
- 多摩親会場（東京都多摩市落川）

## 関連資料
- 港区教育委員会事務局、港区遺跡調査事務局共編『乗泉寺跡･大法寺跡遺跡円福寺跡遺跡発掘調査報告書』六本木六丁目地区市街地再開発組合（2004年）
- 乗泉寺記録編纂委員会編『高祖日蓮大菩薩七百回御遠諱報恩乗泉寺記録』本門仏立宗妙証山乗泉寺（1984年）
- 乗泉寺史編纂委員会編『乗泉寺史』本門仏立宗妙証山乗泉寺（全2巻、1979年）
- 『港区史』（1960年）
- 『麻布区史』（1941年）